# Береговой (Балаковский район)
Береговой — поселок в Балаковском районе Саратовской области, в составе сельского поселения Быково-Отрогское муниципальное образование.

## География
Находится на левом берегу реки Большой Иргиз в 30 км к юго-востоку от города Балаково.

## История
Поселок возник в 1791 году как монастырский хутор Иргизского Нижне-Воскресенского монастыря, находящегося на противоположном берегу реки. После упразднения этого монастыря в 1930-е годы поселок получил наименование Хлебороб, а в середине 1950-х приобрел нынешнее название. До 2015 года Береговой был частью Кормёжского сельского поселения, после чего вошёл в Быково-Отрогское муниципальное образование.

## Население
Постоянное население составляло 109 человека в 2002 году (русские 85 %), 130 в 2010.